# TRAPPIST-1
TRAPPIST-1, también conocida como 2MASS J23062928-0502285, es una estrella enana ultra-fría de tipo espectral M8 V (enana roja de tipo avanzado) localizada a 39,13 años luz (12,0 pc) en la constelación de Acuario. Sus magnitudes en distintas longitudes de onda son: banda V = 18.798, banda R = 16.466 y banda I = 14.024.
Un equipo de astrónomos de Bélgica encabezado por Michaël Gillon, del Instituto de Astrofísica y Geofísica de la Universidad de Lieja en Bélgica, utilizó el telescopio TRAPPIST (Telescopio Pequeño para Planetas y Planetesimales en Tránsito) situado en el observatorio de La Silla, en el desierto de Atacama (Chile), para observar TRAPPIST-1 y buscar posibles planetas que la orbitasen. Utilizando el tránsito fotométrico, descubrieron tres planetas del tamaño de la Tierra que orbitan la estrella; los dos planetas internos que se encontraron están acoplados por la gravedad a su estrella anfitriona, mientras que el planeta externo parece estar dentro de la zona habitable o justo en el exterior de esta en el sistema. El equipo hizo sus observaciones de septiembre a diciembre de 2015 y publicó sus hallazgos en la edición de mayo de 2016 de la revista Nature.
La estrella no es mucho más grande que Júpiter y emite una fracción de la radiación del Sol. Los tres pequeños planetas orbitan la estrella estrechamente (entre 1%, 1,5 % y 3% de la distancia de la órbita de la Tierra al Sol). Un año en el planeta más cercano equivale a 1,5 días de la Tierra, y en el segundo planeta, a 2,4 días terrestres.
El 22 de febrero de 2017 los astrónomos anunciaron el descubrimiento de cuatro exoplanetas adicionales en torno a TRAPPIST-1. Además del telescopio TRAPPIST, este trabajo utilizó el VLT, Very Large Telescope, en el Observatorio Paranal y el Telescopio Espacial Spitzer, entre otros, y llevó el número total de planetas que orbitan la estrella a siete, de los cuales al menos tres están en su zona habitable circunestelar.

## Formación de TRAPPIST-1
Según un modelo la formación del planeta del sistema comienza en la línea de hielo de H2O donde las partículas del tamaño de guijarros desencadenan inestabilidades, entonces los protoplanetas crecen rápidamente por la acreción de las partículas tipo guijarro. 
El crecimiento del planeta se detiene en la masa terrestre. Los planetas son transportados por migración de Tipo I al disco interno, donde se detienen en la cavidad magnetosférica y terminan en resonancias de movimiento medio.

## Sistema planetario
El sistema planetario de esta estrella está compuesto de siete planetas terrestres templados, de los cuales cinco (b, c, e, f y g) son similares en tamaño a la Tierra, y dos (d y h) son de tamaño intermedio entre Marte y la Tierra. Tres de los planetas (e, f y g) orbitan dentro de la zona habitable.
Los siete planetas de TRAPPIST-1 orbitan mucho más cerca de su estrella de lo que Mercurio órbita alrededor del Sol; excepto el TRAPPIST-1b, el resto órbita más lejos de lo que los satélites galileanos lo hacen alrededor de Júpiter. La distancia entre las órbitas de TRAPPIST-1b y TRAPPIST-1c es solo 1,6 veces la distancia entre la Tierra y la Luna. Los planetas aparecerían prominentes en los cielos de sus vecinos, y en algunos casos, varias veces más grandes de lo que la Luna aparece desde la Tierra. Un año en el planeta más cercano dura solo 1,5 días terrestres, mientras que el año del séptimo planeta equivale a 18,8 de nuestros días. 
Los planetas pasan tan cerca unos de otros que las interacciones gravitacionales son significativas, y sus períodos orbitales son casi resonantes. En el momento en que el planeta más interior termina ocho órbitas, el segundo, tercero y cuarto planetas completan cinco, tres y dos, respectivamente. El tirón gravitacional también da lugar a variaciones de tiempo de tránsito (TTVs), que van desde menos de un minuto a más de 30 minutos, lo que permitió a los investigadores calcular las masas de los planetas. La masa total de los seis planetas interiores es aproximadamente el 0,02 % de la masa de TRAPPIST-1, una fracción similar a la de los satélites galileanos respecto a Júpiter, y una observación sugestiva de una historia de formación similar. Las densidades de los planetas oscilan entre 0,60 y 1,17 veces la de la Tierra (ρ⊕= 5,51 g / cm³), indicando composiciones predominantemente rocosas. Las incertidumbres son demasiado grandes para indicar si también se incluye un componente sustancial de volátiles, excepto en el caso de f, donde el valor (0,60 ± 0,17 ρ⊕) "favorece" la presencia de una capa de hielo y/o una atmósfera extendida. La imagen de Speckle excluye todos los posibles compañeros enanos estelares y marrones.
El 5 de febrero de 2018, un estudio colaborativo realizado por científicos internacionales utilizando el Telescopio Espacial Hubble, el Telescopio Espacial Kepler, el Telescopio Espacial Spitzer y el telescopio SPECULOOS de ESO, arrojó los parámetros más precisos para el sistema TRAPPIST-1. Pudieron refinar las masas de los siete planetas a un margen de error muy pequeño, lo que permite determinar con precisión la densidad, la gravedad superficial y la composición de los planetas. Los planetas tienen un rango en masa de aproximadamente 0.3 M⊕ a 1.16 M⊕, con densidades de 0.62 ρ⊕ (3.4 g / cm³) a 1.02 ρ⊕ (5.6 g / cm³). Los planetas c y e son casi totalmente rocosos, mientras que b, d, f, g y h tienen una capa de volátiles en forma de caparazón de agua, caparazón de hielo o una atmósfera espesa. TRAPPIST-1d parece tener un océano de agua líquida que comprende aproximadamente el 5% de su masa, para comparación, el contenido de agua de la Tierra es <0.1%, mientras que las capas de agua de TRAPPIST-1f y g probablemente estén congeladas. TRAPPIST-1e tiene una densidad ligeramente más alta que la Tierra, lo que indica una composición de roca terrestre y hierro. Además, las atmósferas de los planetas se analizaron más a fondo. Se descubrió que la atmósfera de TRAPPIST-1b estaba por encima del límite del invernadero desbocado con un estimado de 101 a 104 bar de vapor de agua. Los planetas c, d, e y f carecen de atmósferas de hidrógeno-helio. También se observó el planeta g, pero no hubo datos suficientes para descartar una atmósfera de hidrógeno.

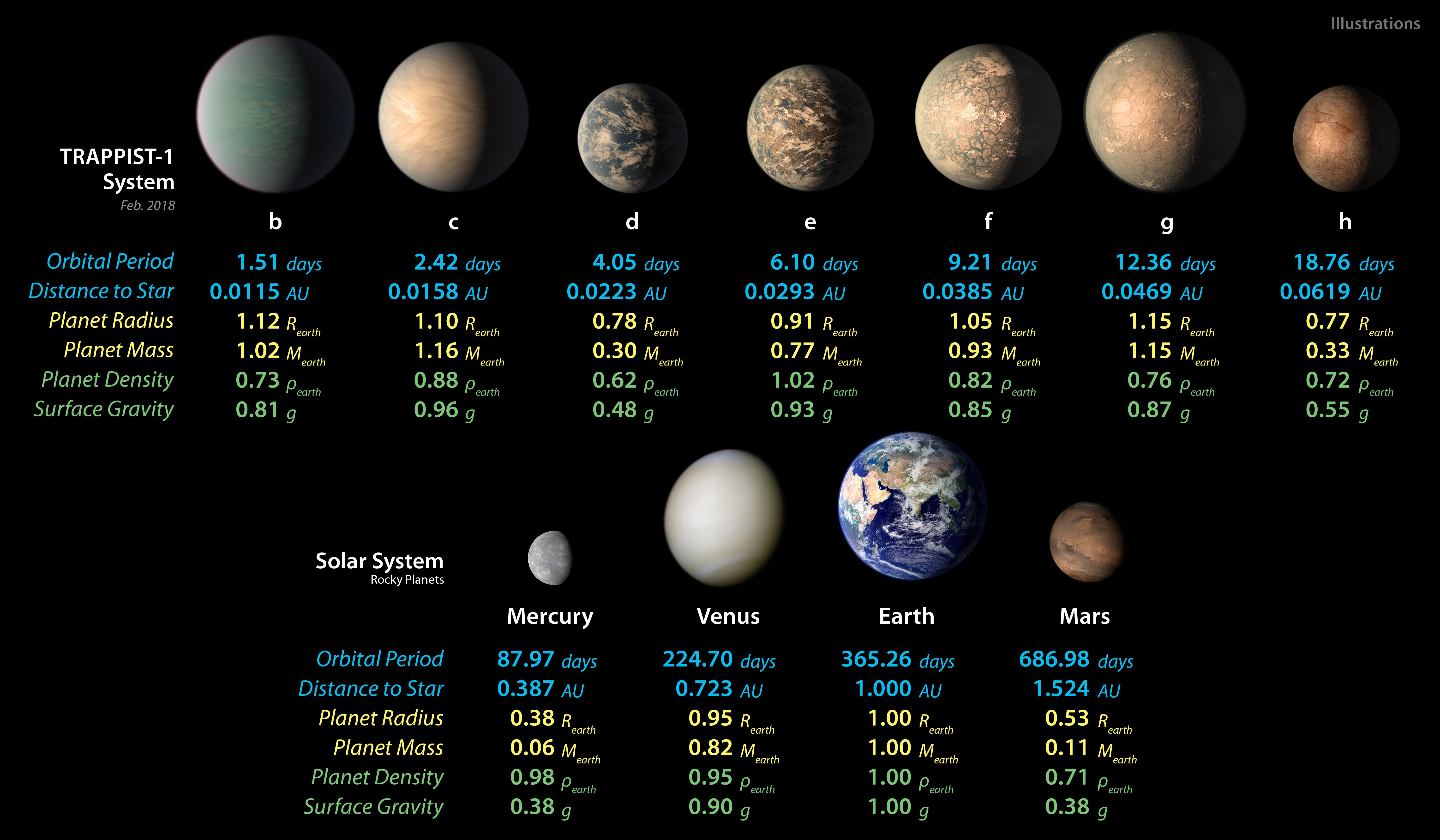
Concepto del artista de lo que puede ser el sistema planetario TRAPPIST-1, basado en los datos disponibles sobre sus diámetros, masas y distancias de la estrella anfitriona

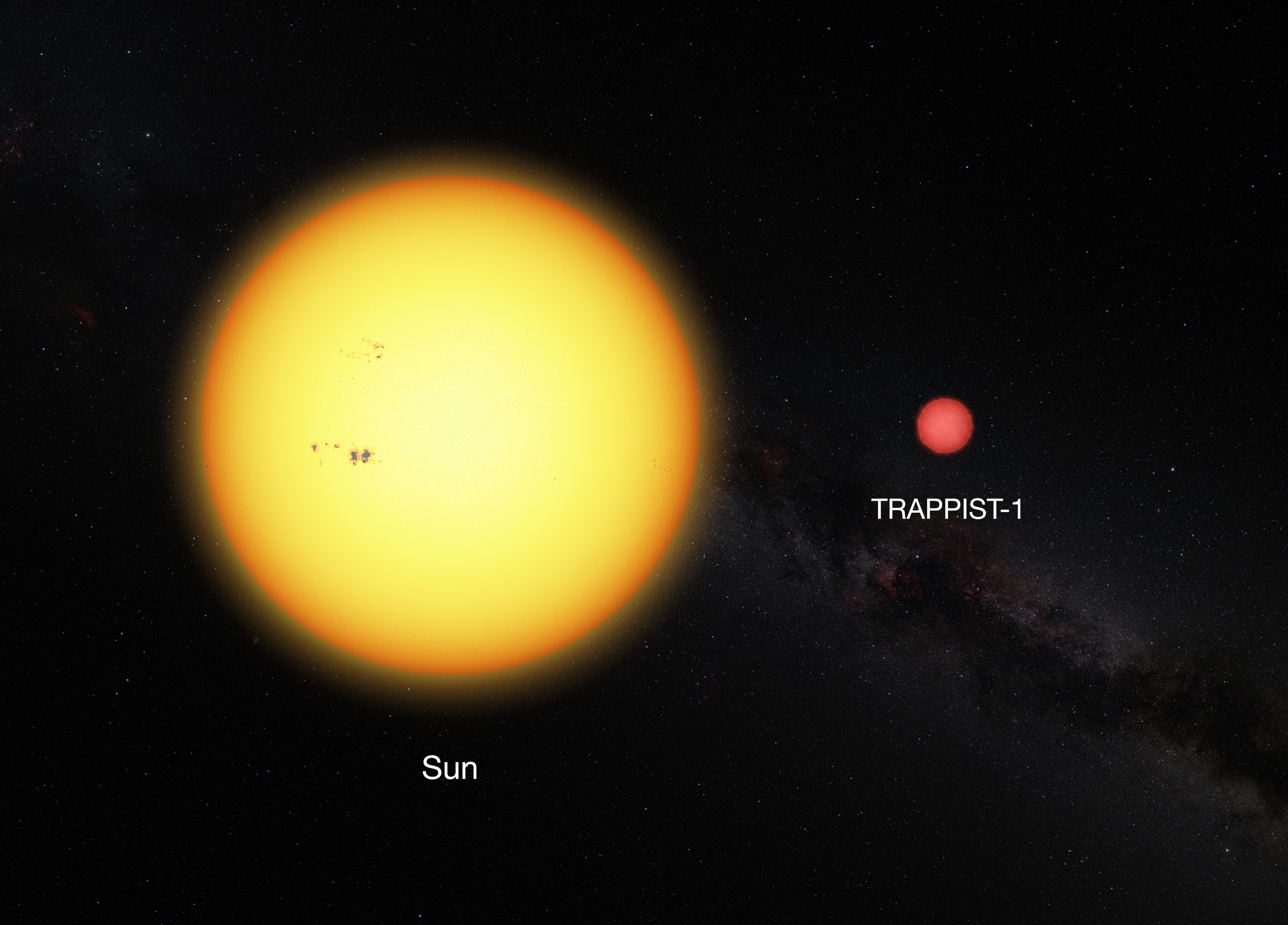
Imagen comparativa entre el Sol y la estrella enana ultrafría TRAPPIST-1 a escala. La débil estrella tiene solo el 11 % del diámetro del Sol y su color es mucho más rojo.

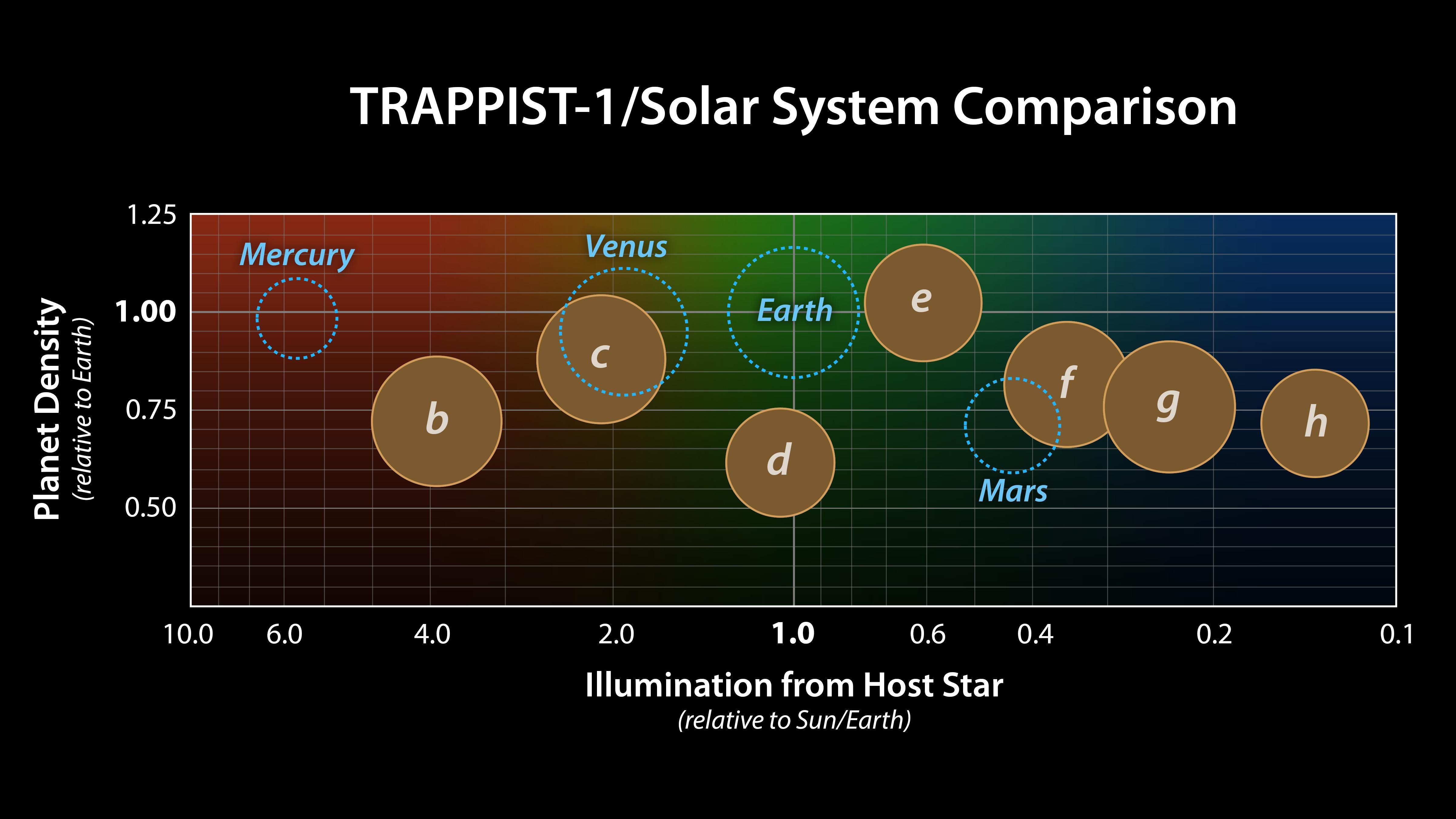
Comparación con el Sistema Solar

Ref:

### Fuerte irradiación de rayos XUV en el sistema planetario
Un estudio de rayos X de XMM-Newton muestra que los planetas del tamaño de la Tierra en la zona habitable de la estrella están sujetos a una cantidad suficiente de rayos X y de radiación EUV para alterar significativamente sus atmósferas primarias y tal vez sus secundarias.
Si existe una atmósfera densa como la Tierra con una capa protectora de ozono en planetas en la zona habitable (ZH) de TRAPPIST-1, los ambientes de superficie de rayos UV serían similares a la Tierra actual. Sin embargo, una atmósfera erosionada o anóxica, permitiría que más rayos UV lleguen a la superficie, haciendo que los ambientes superficiales sean hostiles incluso a extremófilos extremadamente tolerantes a la radiación UV, si observaciones futuras detectan ozono sería un candidato principal para buscar la vida en la superficie.

### Espectro de TRAPPIST-1b y c.
El espectro de transmisión combinada de TRAPPIST-1b y c descarta una atmósfera dominada por hidrógeno y libre de nubes para cada planeta, por lo que es poco probable que alberguen una envoltura de gas extendida. Otros tipos de atmósfera, desde una atmósfera de vapor de agua libre de nubes hasta una atmósfera de tipo venusiano, son coherentes con un espectro sin rasgos distintivos.

### Órbitas en resonancia cercana
Las órbitas de los planetas b-g están casi en resonancia orbital, teniendo períodos relativos de aproximadamente 24/24, 24/15, 24/9, 24/6, 24/4 y 24/3, respectivamente, O relaciones del periodo del vecino más cercano (procediendo hacia fuera) de aproximadamente 8/5, 5/3, 3/2, 3/2 y 4/3 (1,603; 1,672;  1,506; 1,509 y 1,342). Esto representa la más larga cadena conocida de exoplanetas casi resonantes, y se piensa que ha resultado de las interacciones entre los planetas a medida que emigraron hacia adentro a través del residuo (disco protoplanetario) después de formarse a distancias iniciales mayores. Esta migración hacia adentro aumenta las probabilidades de que cantidades sustanciales de agua estén presentes en estos mundos. Debido al período orbital mal conocido de h, no se sabe si está en una resonancia orbital con los otros seis planetas.

### Acoplamiento por la gravedad
Es probable que los siete planetas estén acoplados por la gravedad (un lado de cada planeta mira permanentemente a la estrella, como lo hace la Luna con la Tierra y, hasta cierto punto, Mercurio con el Sol), haciendo que el desarrollo de la vida en los sistemas planetarios de enanas rojas sea "Mucho más difícil". Los planetas acoplados gravitacionalmente tendrían diferencias de temperatura muy grandes entre el hemisferio que está permanentemente iluminado y el que está permanentemente oscuro, lo que podrían producir fuertes vientos circundando los planetas. Los mejores lugares para la vida podrían estar cerca de las regiones templadas crepusculares entre los dos hemisferios, alrededor de la línea del terminador.

### Calentamiento por marea
El calentamiento por mareas es significativo: todos los planetas excepto f y h tienen un flujo de calor de marea superior al flujo de calor total de la Tierra. Con la excepción de TRAPPIST-1c, todos los planetas tienen densidades lo suficientemente bajas como para indicar la presencia de H2O significativa en alguna forma. Los planetas b y c experimentan un suficiente calentamiento provocado por las mareas planetarias para mantener océanos de magma en sus mantos rocosos; el planeta c puede tener erupciones de magma de silicato en su superficie. Los flujos de calor de las mareas en los planetas d, e y f son más bajos, pero todavía son veinte veces más altos que el flujo de calor promedio de la Tierra. Los planetas d y e son los más propensos a ser habitables. El planeta d evita un efecto invernadero desbocado si su albedo es ≳ 0,3.

### Panspermiaen el sistema planetario
Es potencialmente órdenes de magnitud más probable que se produzca en el sistema TRAPPIST-1 en comparación con el caso Tierra-a-Marte y que la probabilidad de abiogénesis es mucho mayor
Exploración por el Telescopio espacial James Webb
En noviembre y diciembre de 2022 el Telescopio Espacial James Webb analizo minuciosamente al exoplaneta TRAPIST-1b en el infrarrojo medio concluyendo que en el mismo no existe átmosfera, dichos hallazgos fueron publicados en Scientific American en marzo de 2023. 

### Búsqueda de señal de radio
En febrero de 2017, el astrónomo senior del Instituto SETI, Seth Shostak, señaló: 

[...] El Instituto SETI utilizó su Allen Telescope Array el año pasado 2016 para observar el entorno de TRAPPIST -1, escaneando a través de 10.000 millones de canales de radio, pero no se detectaron transmisiones, aunque se están produciendo nuevas observaciones [...]
Seth Shostak

## En la cultura popular
- Trappist-1, canción de los cantantes argentinos Neo Pistea y Duki en el álbum Punkdemia.
- Trappist-1, canción del cantante esloveno Anže Rozman en el álbum Universe para Amazon.
- Trappist One, EP del cantante Jacob Singer.

- En el videojuego TerraGénesis puedes minar, colonizar y terraformar los 7 planetas de este sistema planetario pero lamentablemente tienes que pagar para poder jugar.

## Galería

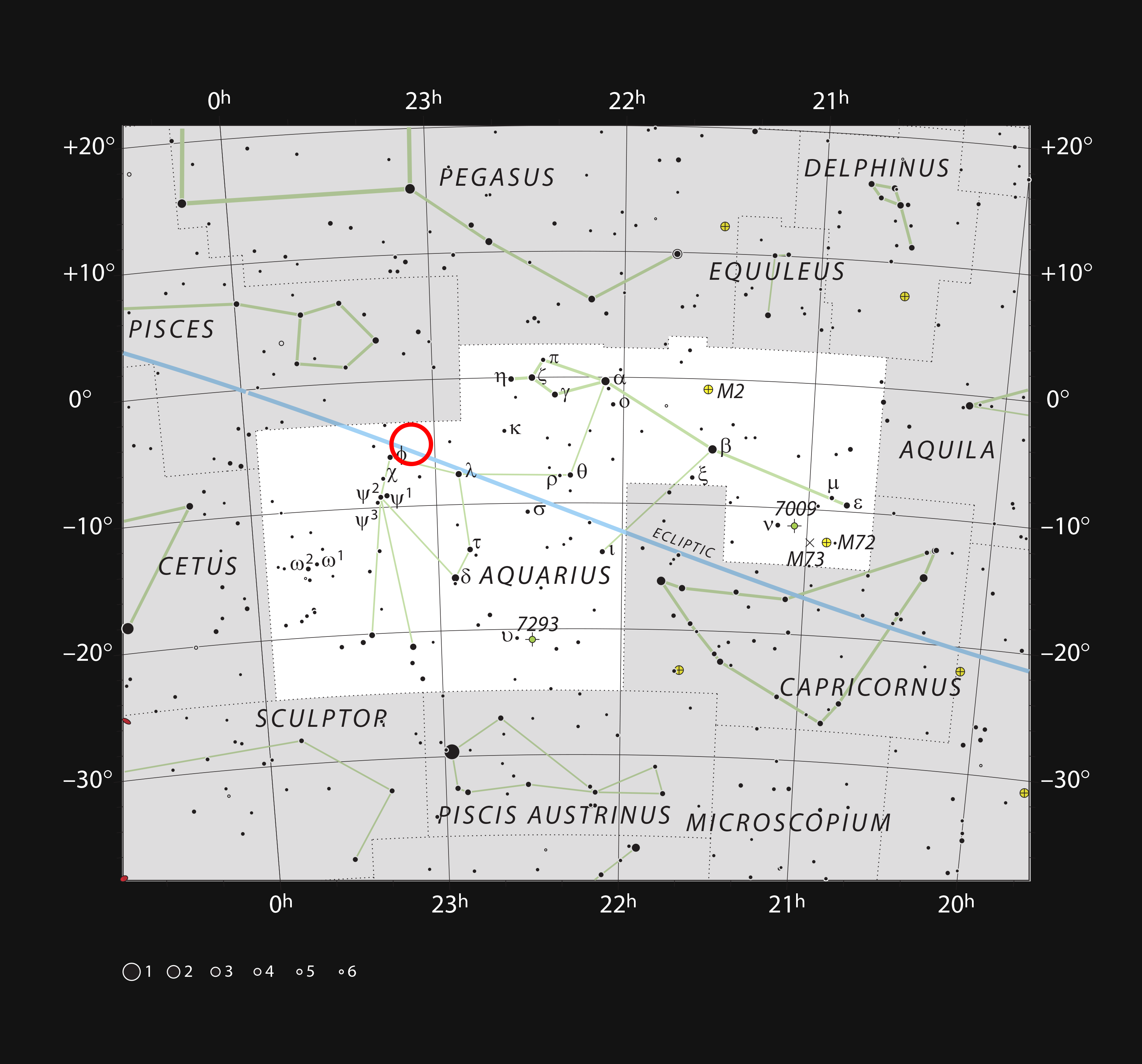
En este mapa se muestran las estrellas que podemos ver a simple vista en una noche oscura y despejada en la extensa constelación de Acuario (El aguador). Se ha marcado la posición de la estrella enana ultrafría TRAPPIST-1, débil y muy roja. Aunque está relativamente cerca del Sol es muy débil y no es visible con telescopios pequeños.
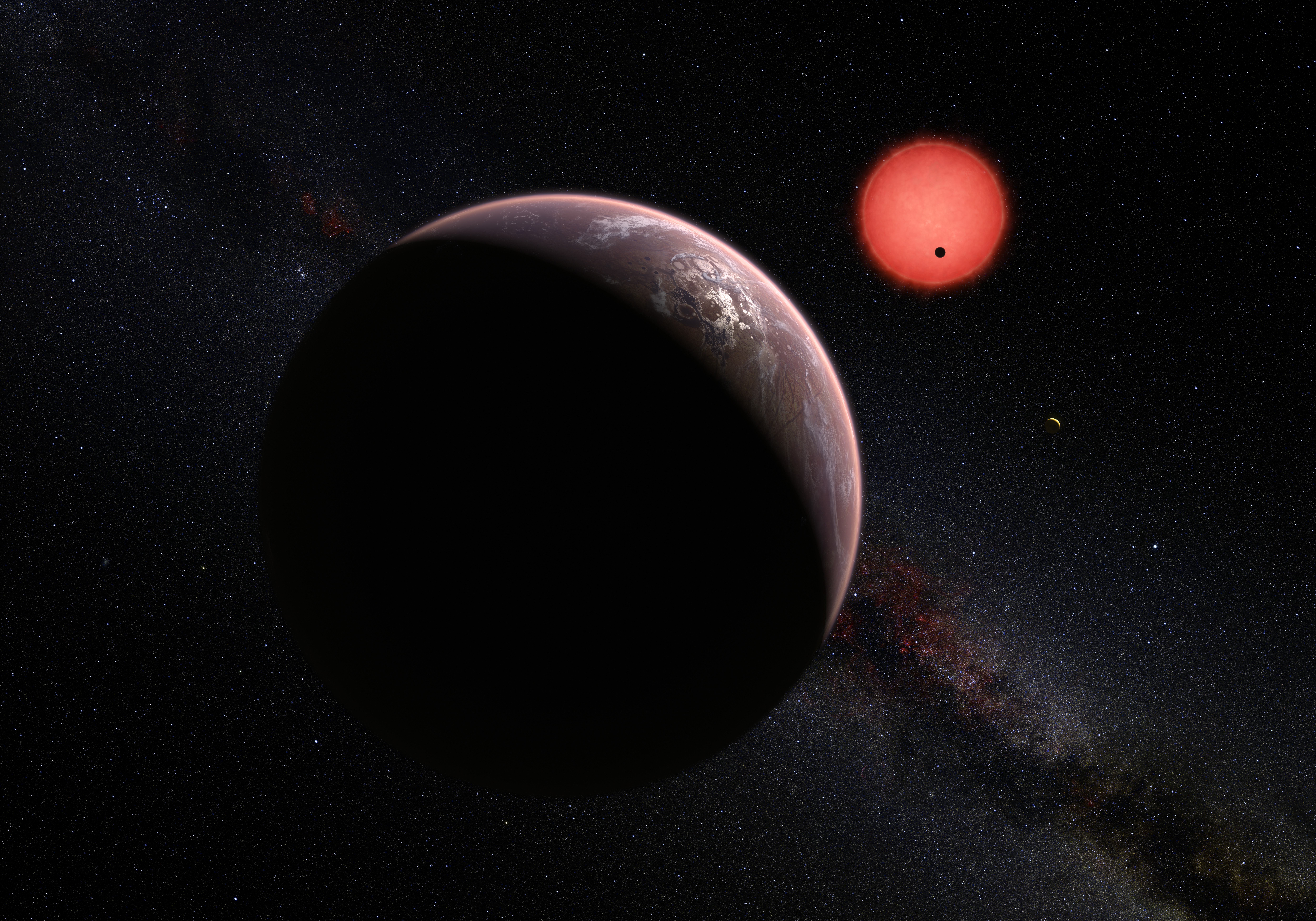
Esta ilustración muestra una vista imaginaria desde cerca de uno de los tres planetas que orbitan a una estrella enana ultrafría a tan solo 39 años luz de la Tierra, descubierto usando el telescopio TRAPPIST, instalado en el Observatorio La Silla de ESO. Estos mundos tienen tamaños y temperaturas similares a los de Venus y la Tierra y son los mejores objetivos encontrados hasta ahora para la búsqueda de vida fuera del sistema solar. Son los primeros planetas descubiertos alrededor de una estrella tan pequeña y débil. En esta ilustración, uno de los planetas interiores es visto en tránsito a través del disco de su pequeña y tenue estrella.
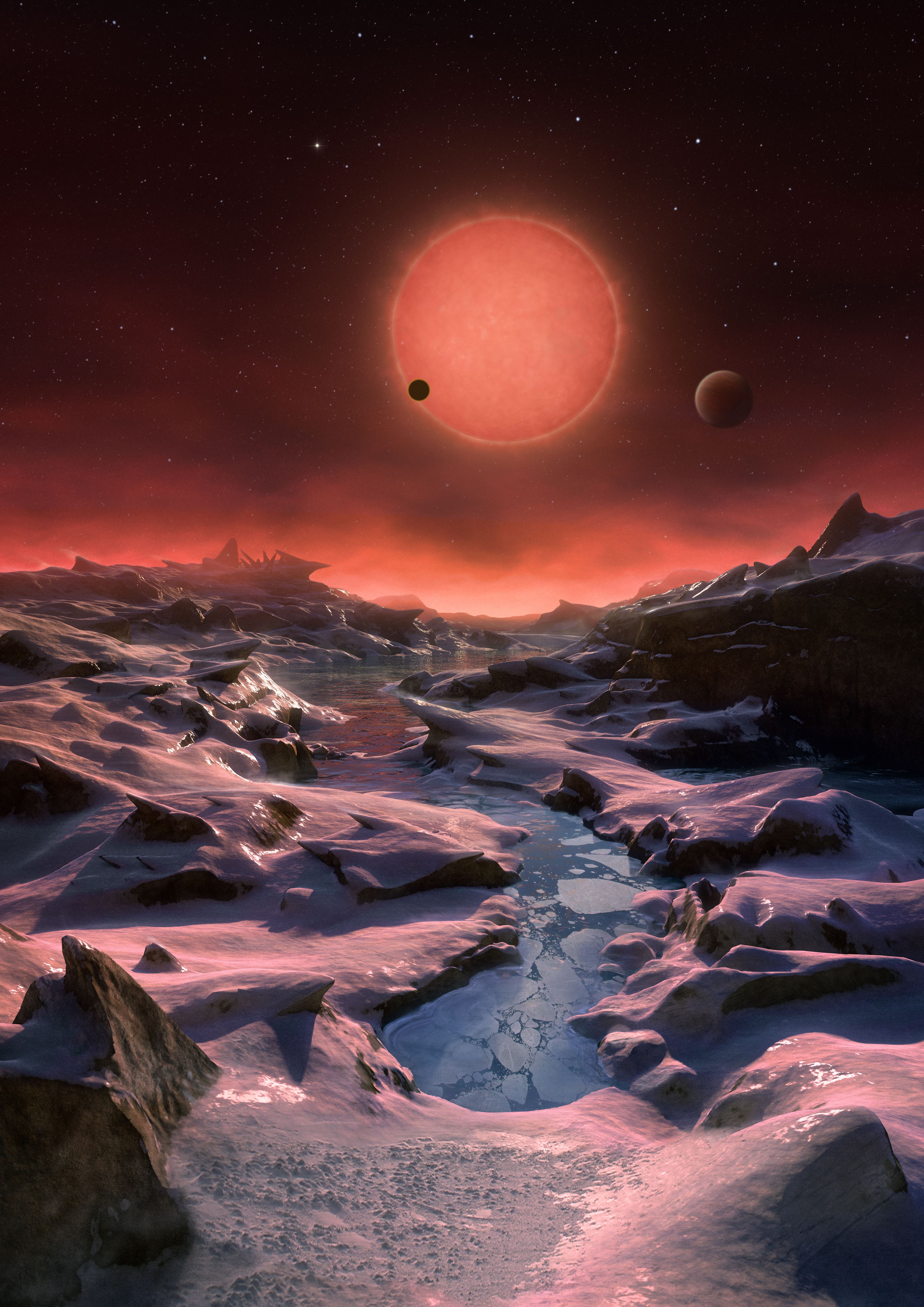
Esta ilustración muestra una vista imaginaria de la superficie de uno de los tres planetas que orbitan a una estrella enana ultrafría a tan solo 39 años luz de la Tierra, descubierto usando el telescopio TRAPPIST, instalado en el Observatorio La Silla de ESO. Estos mundos tienen tamaños y temperaturas similares a los de Venus y la Tierra y son los mejores objetivos encontrados hasta ahora para la búsqueda de vida fuera del sistema solar. Son los primeros planetas descubiertos alrededor de una estrella tan pequeña y débil. En esta ilustración, uno de los planetas interiores es visto en tránsito a través del disco de su pequeña y tenue estrella.
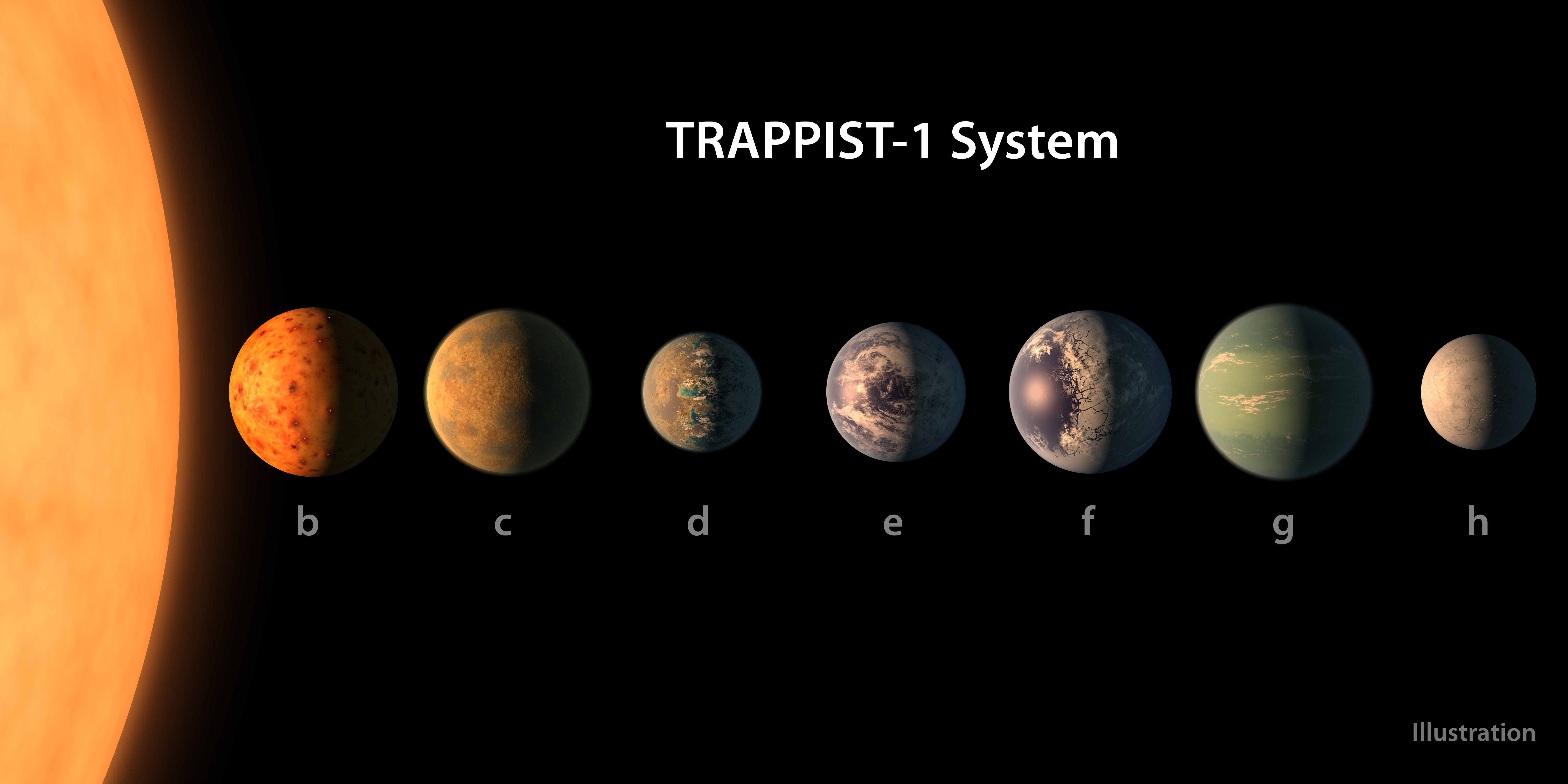
Concepto del artista de la NASA-JPL/Caltech de lo que puede ser el sistema planetario TRAPPIST-1
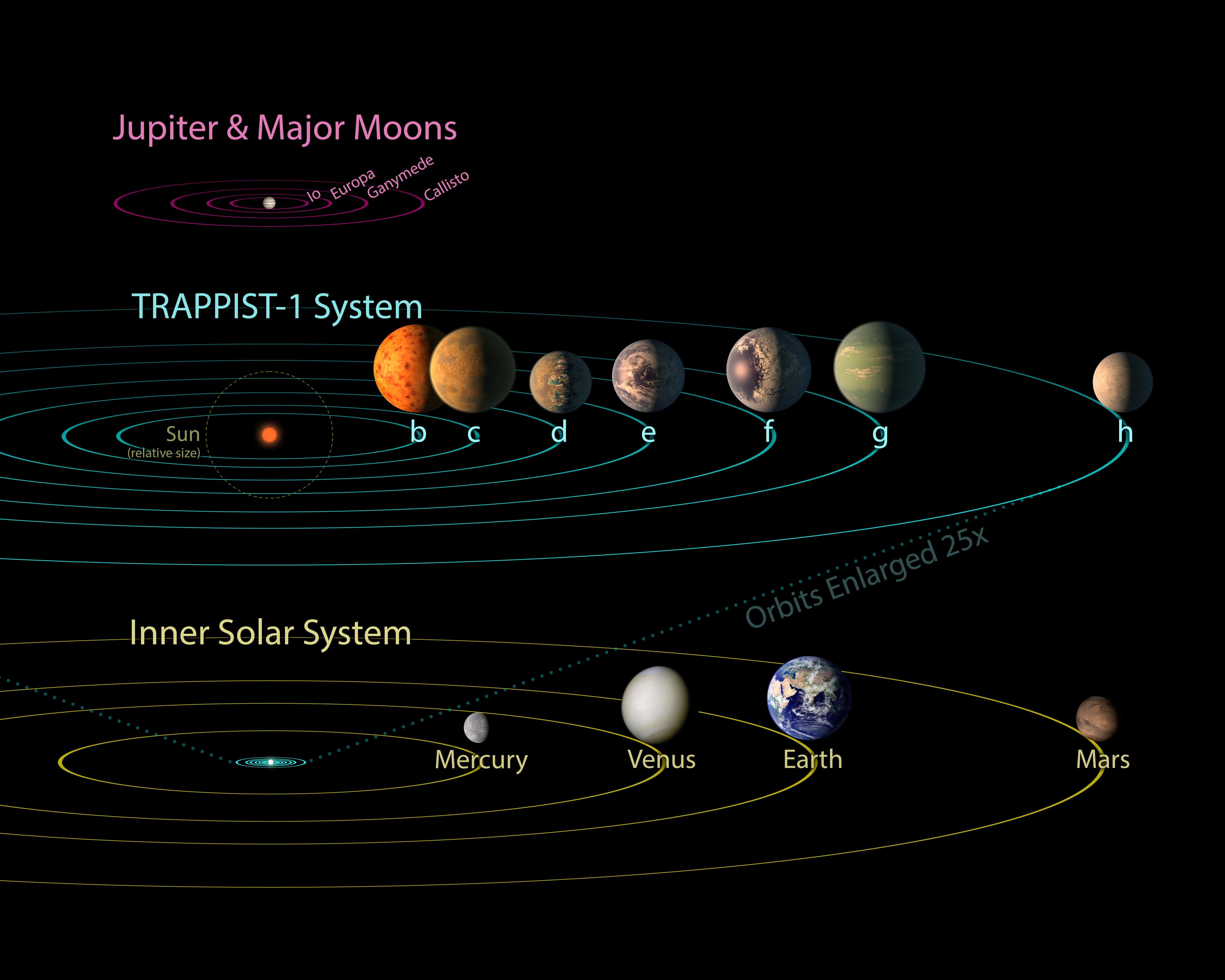
Comparación con nuestro sistema solar; Todos los siete planetas de TRAPPIST-1 podrían caber dentro de la órbita de Mercurio.
Este diagrama muestra el brillo cambiante de la estrella enana ultrafría TRAPPIST-1 durante un período de 20 días en septiembre y octubre de 2016 según lo medido por el telescopio espacial Spitzer y muchos otros telescopios terrestres. En muchas ocasiones el brillo de la estrella decae durante un corto período y luego vuelve a la normalidad. Estos acontecimientos, llamados tránsitos, obedecen al paso de uno o más de los siete planetas por delante de la estrella: al pasar delante de la misma bloquean parte de su luz. La parte inferior del diagrama muestra cuáles de los planetas del sistema son responsables de los tránsitos.
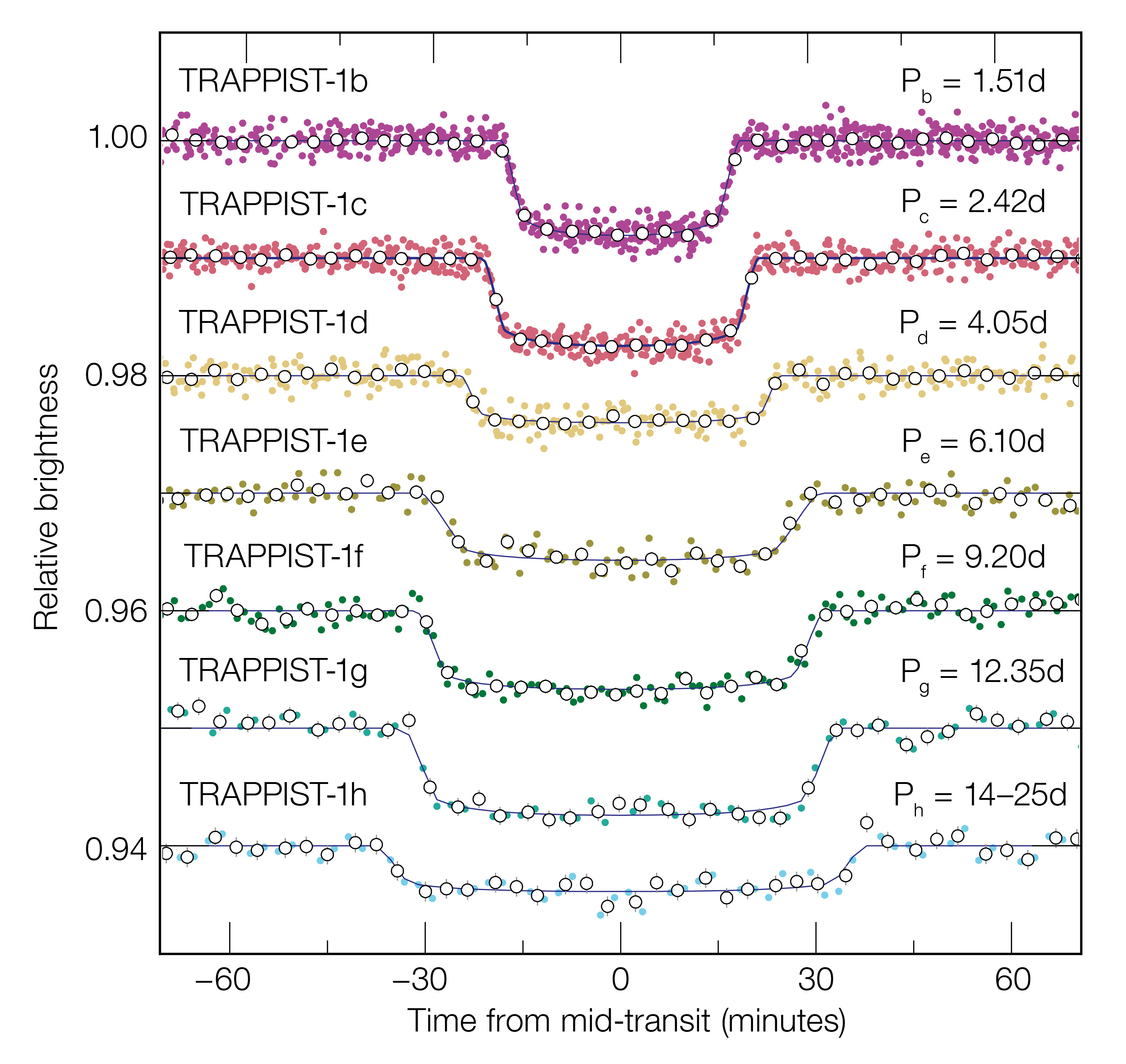
Este diagrama muestra cómo la luz de la tenue estrella enana roja ultrafría TRAPPIST-1 disminuye a medida que cada uno de sus siete planetas conocidos pasa por delante de ella y bloquea parte de su luz. Los planetas más grandes crean disminuciones más profundas y los más alejados tienen tránsitos más largos ya que orbitan más lentamente. Estos datos fueron obtenidos con observaciones realizadas por el telescopio espacial Spitzer.
- TRAPPIST-1 Órbitas planetarias y tránsitos
- Video (00:44) –  Un viaje desde la Tierra a TRAPPIST-1 (Impresión del artista)
- Video (01:10) – Volar alrededor de los planetas del sistema TRAPPIST- 1  (impresión del artista)
- Este vídeo muestra una vista imaginaria desde cerca de uno de los tres planetas que orbitan a una estrella enana ultrafría a tan solo 39 años luz de la Tierra, descubierto usando el telescopio TRAPPIST, instalado en el Observatorio La Silla de ESO. Estos mundos tienen tamaños y temperaturas similares a los de Venus y la Tierra y son los mejores objetivos encontrados hasta ahora para la búsqueda de vida fuera del sistema solar. Son los primeros planetas descubiertos alrededor de una estrella tan pequeña y débil. En este vídeo, uno de los planetas interiores es visto en tránsito a través del disco de su pequeña y tenue estrella.(Video 4K Ultra HD.)